# Медная Руда (село)
Ме́дная Руда́ (укр. Мідна Руда) — село в Бахмутской городской общине Бахмутского района Донецкой области Украины.
Население по переписи 2001 года составляет 9 человек. Почтовый индекс — 84562. Телефонный код — 6274.